# Brian Ihnačák
Brian Stephen Ihnačák (Toronto, 10 aprile 1985) è un dirigente sportivo ed ex hockeista su ghiaccio canadese naturalizzato italiano, di ruolo attaccante.

## Biografia
Inhacak possiede quattro passaporti: canadese, slovacco (per le origini del padre), ceco (per le origini della madre) ed italiano (poiché il nonno materno emigrò a Praga dall'Italia).

## Carriera

### Club
Figlio di Peter e nipote di Miroslav Ihnačák, ex giocatori della National Hockey League, Brian nacque e crebbe in Canada, iniziando a giocare ad hockey nella Ontario Junior Hockey League con i St. Michael's Buzzers. Nel 2003 si iscrisse all'Università Brown, conquistando con la maglia dei Bears nelle quattro stagioni successive alcuni trofei individuali. Nel 2004 fu scelto al Draft dai Pittsburgh Penguins al nono giro.
Dal 2007 al 2011 Ihnacak si divise fra Slovacchia, terra di origine della famiglia, e il Nordamerica, vestendo le maglie di numerose formazioni: nella Extraliga slovacca vestì le maglie di Kežmarok, Zvolen e Poprad, mentre in America giocò nelle leghe minori della ECHL e della CHL. In possesso della cittadinanza italiana, Brian nell'autunno del 2011 giunse in Serie A dove fu ingaggiato dal Pontebba. Concluse la stagione con 42 punti in altrettante presenze. L'anno successivo si trasferì all'HC Valpellice. Con la maglia dei Bulldogs conquistò il suo primo trofeo, la Coppa Italia. Per la stagione 2013-2014 rinnovò il contratto con la squadra piemontese.
Nel febbraio 2014, Ihnacak, top scorer della Elite.A, venne messo fuori rosa dal Valpellice per la sua volontà a trasferirsi all'estero. A metà mese si accasò così in Svezia, nell'Hockeyallsvenskan, ingaggiato dai Malmö Redhawks. Nel settembre 2014, dopo un periodo di prova non andato a buon fine con i Düsseldorfer EG, Ihnacak firmò con il Vålerenga Ishockey, squadra della GET-Ligaen, il massimo campionato norvegese. Al termine della stagione regolare risultò il top scorer della lega con 77 punti in 44 partite disputate.
Nel maggio 2015 venne ingaggiato dal Mountfield HK, squadra della Extraliga ceca, siglando un accordo annuale. Ihnacak si mise in evidenza come secondo miglior marcatore della squadra nella stagione regolare, ed il migliore al termine dei playoff. Nella primavera del 2016 si trasferì all'HC Sparta Praha, approdando in una delle squadre più prestigiose del panorama hockeistico europeo. A fine stagione il contratto non gli fu rinnovato, e Ihnacak rimase senza squadra fino al successivo mese di ottobre, quando fu messo sotto contratto da un'altra squadra dell'Extraliga, l'HC Litvínov.
Il 30 dicembre 2017 l'Olten, squadra della Swiss League, annunciò l'acquisto di Ihnacak dal Litvinov. A fine stagione il contratto non gli venne rinnovato. Dopo esser rimasto alcuni mesi svincolato, il 2 gennaio 2019 venne messo sotto contratto dalla Dynamo Pardubice, squadra del massimo campionato ceco. A fine stagione rimase nuovamente svincolato per alcuni mesi, fino a che nel gennaio del 2020 venne messo sotto contratto dall'HC '05 Banska Bystrica, squadra della Extraliga slovacca.
Per la stagione 2020-2021 fece ritorno in Italia, all'Hockey Club Merano allenato dallo zio Miroslav. La stagione fu però travagliata: dapprima numerosi casi di COVID-19 impedirono alla squadra di giocare molti incontri, poi il campionato fu sospeso tra novembre e dicembre 2020. Alla ripresa, per motivi economici, il Merano decise di fare a meno dei propri giocatori e allenatori stranieri: l'esperienza per Ihnacak si concluse con una sola presenza.
Nel gennaio 2021, come un anno prima, fu messo sotto contratto dall'HC '05 Banska Bystrica. Il contratto gli venne rinnovato anche per la stagione 2021-2022, ma nel gennaio 2022 venne ceduto al Kosice, con un accordo fino al termine della stagione.
Rimase senza squadra fino al successivo mese di dicembre 2022, quando accettò l'offerta dei Fanano Miners, nella terza serie italiana.
Quando lo sponsor dei Miners lasciò la squadra modenese accordandosi con gli Aosta Gladiators (ribattezzati ARES Sport e militanti sempre in terza serie), anche Ihnačák si trasferì in Val d'Aosta, divenendo direttore sportivo oltreché giocatore. La squadra si aggiudicò il titolo e la promozione nella serie superiore già al termine della prima stagione.

### Nazionale
Brian Ihnacak fu convocato per la prima volta in Nazionale in occasione dell'Euro Ice Hockey Challenge nel febbraio del 2014. Nella primavera dello stesso anno partecipò al campionato mondiale disputatosi in Bielorussia. Nel 2015 prese parte al mondiale di Prima Divisione disputatosi in Polonia, risultando il miglior marcatore del Blue Team.

## Palmarès

### Club
- Coppa Italia: 1

Valpellice: 2012-2013
- Italian Hockey League - Division I: 1

Ares Sport: 2023-2024

### Individuale
- OJHL First All-Star Team: 1

2001-2002
- OJHL Most Improved Player: 1

2001-2002
- Ivy League Rookie of the Year: 1

2003-2004
- ECAC All-Rookie Team: 1

2003-2004
- ECAC Rookie of the Year: 1

2003-2004
- Maggior numero di reti della Elite.A: 1

2013-2014 (35 reti)
- Capocannoniere della Elite.A: 1

2013-2014 (81 punti)
- Maggior numero di assist della GET-ligaen: 1

2014-2015 (55 assist)
- Capocannoniere della GET-ligaen: 1

2014-2015 (77 punti)
- GET-ligaen All-Star Team: 1

2014-2015
- Top Player on Team del Campionato mondiale di hockey su ghiaccio - Prima Divisione Gruppo A: 1

Polonia 2015